# Heinz Stettler
Heinz Stettler   (Regensdorf, 1 de març de 1952 - 24 de maig de 2006) fou un atleta i pilot de bob suís que va competir durant les dècades de 1970 i 1980.
Com a atleta va destacar en el llançament de pes i disc, modalitats en les què aconseguí diverses medalles als campionats nacionals.
El 1984 va prendre part en els Jocs Olímpics d'Hivern de Sarajevo, on guanyà la medalla de bronze en la prova de bobs a quatre del programa de bob. Formà equip amb Silvio Giobellina, Urs Salzmann i Rico Freiermuth.
En el seu palmarès també destaca una medalla d'or i una de bronze al Campionat del món de bob, així com dos ors i dos bronzes al Campionat d'Europa de bob i quatre campionats nacionals en bobs a quatre.